# Van Cortlandt Park-242nd Street
Van Cortlandt Park-242nd Street è una fermata della metropolitana di New York, capolinea nord della linea IRT Broadway-Seventh Avenue. Nel 2019 è stata utilizzata da 2 189 109 passeggeri. È servita dalla linea 1, attiva 24 ore su 24.

## Storia
La stazione fu aperta il 1º agosto 1908. Nel 2003 è stata inserita nel National Register of Historic Places.

## Strutture e impianti
La stazione è posta su un viadotto al di sopra di Broadway, ha due banchine laterali, una banchina ad isola e due binari. Solo la banchina centrale è utilizzata regolarmente. All'estremità nord si trova un fabbricato viaggiatori dove sono posizionati i tornelli e le quattro scale per il piano stradale che portano a nord dell'incrocio con 242nd Street.

## Interscambi
La stazione è servita da alcune autolinee gestite da MTA Bus e NYCT Bus.
- Fermata autobus